# Kamenné pole
Kamenné pole je lokalita a zároveň název ulice v Liptovském Mikuláši. Nachází se v západní části města na katastrálním území Palúdzka. Rozkládá se mezi řekou Váh na východě, dálnicí D1 na jihu a dálničním přivaděčem na západě a severu. Je součástí městské části Palúdzka.
V současnosti je to intenzivně se rozvíjející lokalita s probíhající výstavbou. Stojí tu hypermarket Tesco s čerpací stanicí a Nákupní centrum Liptov, jehož součástí jsou obchodní domy Nay Elektrodom a Decodom. Také se tu nachází pošta, lékárna a pobočka banky mBank. Jezdí sem bezplatná linka místní MHD č. 14, přístup do lokality z dálnice, Palúdzek i města je možný přes světelnou křižovatku na dálničním přivaděči. Jižně od NC Liptov vyrůstá další obchodní centrum Shopping Village. V roce 2010 se začalo také s výstavbou restaurace McDonald's severovýchodně od objektu Tesca. V době kandidatury Popradu-Tater na ZOH 2002 a ZOH 2006 se v této lokalitě uvažovalo s výstavbou olympijské vesnice.